# Apteryoperla illiesi
Apteryoperla illiesi is een steenvlieg uit de familie Gripopterygidae. De wetenschappelijke naam van de soort is voor het eerst geldig gepubliceerd in 1977 door McLellan.